# Glauber Andor
Glauber Andor (Jászladány, 1910. október 31. – Budapest, 1983. augusztus 24.) orvos, ortopédsebész, egyetemi tanár, az orvostudományok kandidátusa (1959).

## Élete
Glauber Móric vegyeskereskedő és Sohr Szeréna gyermekeként született zsidó családban. Középiskolai tanulmányait a pesterzsébeti Állami Kossuth Lajos Gimnáziumban végezte, majd Prágában és Szegeden tanult. A szegedi Ferenc József Tudományegyetemen 1935-ben szerzett általános orvosi oklevelet. Három évvel később sebész szakorvosi vizsgát tett. 1935 és 1938 között a Nyomorék Gyermekek Országos Otthonának segédorvosaként dolgozott, majd ugyanott sebész szakorvosként, s végül 1951-ig osztályvezető főorvosként praktizált. 1951–1952-ben a Budapesti Orvostudományi Egyetem, illetve a Semmelweis Orvostudományi Egyetem Orthopédiai Klinikájának egyetemi adjunktusa, 1953 és 1960 között egyetemi docense, 1960 márciusa és 1980 között tanszékvezető egyetemi tanára volt. 1953 és 1980 között a Klinika igazgatói és 1973–1983 között az Országos Orthopédiai Intézet igazgatói tisztségét is betöltötte. 1959-ben kandidátusi címet kapott.
A magyarországi ortopédiai sebészeti kutatások egyik úttörőjének tekintik. Alapvető a munkássága az oszteogenezis kísérletes vizsgálata, a veleszületett csípőficam, az ún. coxarthrosis kezelése és a csonttumorok diagnosztikai terén. Jelentős eredményeket ért el a csonttranszplantáció és a csontregeneráció területén is, bizonyította, hogy a csontok regenerálódó képessége a csonthártya állandó tulajdonsága, és megnyilvánulása a ráható ingerektől függ.
Felesége Berkovits Anna volt, akit 1938-ban vett nőül.
A budapesti Farkasréti temetőben nyugszik (60/8-1-106). Sírja 2004 óta védett.

## Tagságai
- A Magyar Ortopédiai Társaság alapítója és tiszteletbeli elnöke
- A Nemzetközi Sebész Társaság tagja
- A Nemzetközi Ortopédiai és Traumatológiai Társaság tagja
- Csehszlovák Purkinje Társaság tagja
- Az NDK és az NSZK Ortopéd Társaságainak tagja

## Főbb művei
- A nyomorékvédelem alapjai (Orvosok Lapja, 1945)
- A poliomyelitis – Heine–Medin-féle megbetegedés – orthopediai következményeiről (Orvosok Lapja, 1947)
- Nyomorékok rehabilitációja (Iparegészségügy, 1949)
- Az arthrosis deformans okáról és gyógykezeléséről orthopediai szempontból (Orvosi Hetilap, 1950. 49.)
- A térdízület sérülései (A traumatológia alapelemei. IV. kötet. Budapest, 1953)
- A csípőízületi vitallium és acrylat arthroplasticák kérdései. Berend Endrével. (Orvosi Hetilap, 1956. 26.)
- Orthopediai jegyzet (egyetemi jegyzet, Budapest, 1957, új kiadás: 1972)
- Merthiolat oldatban tárolt csontok felhasználása. Lénárt Györggyel, Szilágyi Pállal. (Orvosi Hetilap, 1957. 49.)
- Periostosis generalisata. Barta Ottóval, Vizkelety Tiborral. (Orvosi Hetilap, 1958. 2.)
- Az os naviculare pseudoarthrosisának műtéti kezelése. Sillár Pállal. (Traumatológiai és Orthopediai Közlemények, 1958)
- Adatok a csontregeneráció kérdéséhez (kandidátusi értekezés, Budapest, 1958)
- Orthopediai csont- és ízületi elváltozások öregkorban (Orvosképzés, 1961)
- A gyakorló orvos orthopediája (A gyakorló orvos könyvtára. Budapest, 1962)
- A tibia adamantinomája. Juhász Jenővel. (Magyar Onkológia, 1963)
- Rachitises betegek anabolikus hormonkezelésével szerzett tapasztalataink. Fernbach Józseffel, Sillár Pállal. (Gyermekgyógyászat, 1964)
- Az orthopaedia tankönyve (egyetemi tankönyv, Budapest, 1965, 2. átdolgozott kiadás: 1969, 3. javított kiadás: 1973, 4. átdolgozott kiadás: 1978)
- Gyógyuló infantilis scoliosis. Vizkelety Tiborral. (Gyermekgyógyászat, 1967)
- Az orthopediai vizsgálat jelentősége újszülött- és csecsemőkorban a világrahozott csípőficam megelőzésében és gyógyításában. Többekkel. (Gyermekgyógyászat, 1974)
- A csonttumorok diagnosztikája (Budapest, 1970)
- A veleszületett csípőficam diagnosztikája. Vizkelety Tiborral. (Radiológiai Közlemények, 1974)
- Csontdaganatok műtéti kezelése. (A Korányi Sándor Társaság tudományos ülései. XIV. A daganatok operabilitásának és áttétképződésének kérdései. Budapest, 1975)
- A haemophilia orthopediai vonatkozásai. Lénárt Györggyel. (A haemophilia kezelésének és diagnosztikájának aktuális problémái. Szerk. Elődi Zsuzsa. Budapest, 1978)
- Csontdaganatok. Monográfia. Csató Zsuzsával, Juhász Jenővel. (Budapest, 1980, németül: 1979)
- Az orthopaedia tankönyve. Egyetemi tankönyv. Szerk. Barta Ottó. Írta többekkel. (Budapest, 1983)

## Díjai, elismerései
- Magyar Köztársasági Érdemérem ezüst fokozata (1948)
- Szocialista Munkáért Érdemérem (1956)
- Munka Érdemrend arany fokozata (1970)
- Szocialista Magyarországért Érdemrend (1980)